# Louis Jules Trochu
Pour les articles homonymes, voir Trochu.
Louis Jules Trochu, né au Palais à Belle-Île-en-Mer (Morbihan) le 12 mars 1815 et mort à Tours (Indre-et-Loire) le 7 octobre 1896, est un général de division et homme d'État français sous le Second Empire.
Élève de Saint-Cyr et de l'École d'application du Corps royal d'état-major, gouverneur de Paris, il prend le pouvoir à la suite de la proclamation de la République en 1870 et met en place un gouvernement de la Défense nationale le 4 septembre 1870. Il quitte le pouvoir le 17 février 1871 et met fin à son gouvernement après avoir tenté de poursuivre la guerre franco-allemande.

## Carrière militaire
Louis Jules Trochu passe toute son enfance à Belle-Île-en-Mer dans la ferme familiale du domaine de Bruté que son père, Jean-Louis Trochu, en agronome avisé, avait développée avec succès. Il fait ses études au prestigieux collège Sainte-Barbe à Paris, puis intègre pour deux ans en 1835 l’école militaire de Saint-Cyr en région parisienne avant de passer deux autres années à l’école d’état-major. Officier, il sert en Algérie comme aide de camp du général Lamoricière, des maréchaux Bugeaud et de Saint Arnaud. Ancien brigadier et blessé grièvement à Sébastopol le 8 septembre (guerre de Crimée), il est divisionnaire à Magenta et Solférino (Campagne d'Italie (1859)). Il obtient le grade de général en 1866.
Inspecteur de l'Infanterie il décrit l'impréparation de l'Armée Française dans un livre, l'Armée Française en 1867, dans lequel il concluait :

« En terminant, je dirai à l'armée française : Nous nous sommes endormis dans la satisfaction de nous-mêmes ; nous nous sommes détournés du travail, négligeant les efforts, les recherches, les comparaisons qui créent le progrès. Mettons-nous résolument à l'œuvre. »

Son ambition de « [parler] des choses de la guerre et de l'armée librement » entraîne sa disgrâce, d'autant plus que, plutôt orléaniste, il n'a jamais été favorable au régime impérial. Pourtant la popularité qu’il en acquiert le fait nommer gouverneur de Paris le 17 août 1870, pendant la guerre franco-prussienne de 1870.

## Le successeur de l'Empire

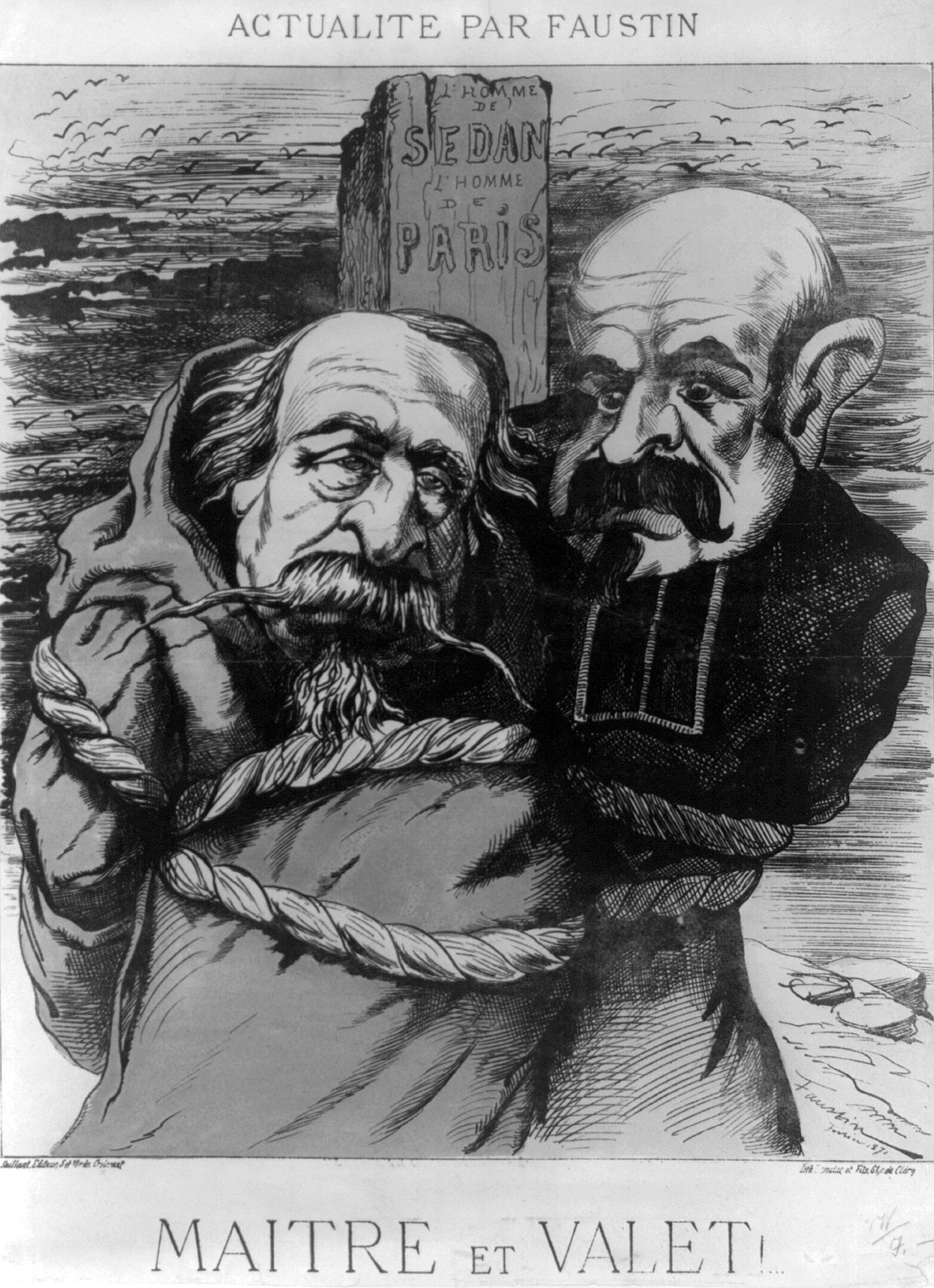
Maître et Valet ! L'homme de Sedan. L'homme de Paris. Caricature de Faustin Betbeder, datée de février 1871, raillant la double disgrâce de Napoléon III et de Louis Jules Trochu.

Le 4 septembre 1870, des manifestants parisiens, ayant appris la veille la capitulation de l'armée devant Sedan et la captivité de Napoléon III, envahissent l'Assemblée nationale et empêchent le Corps législatif de délibérer. La République est proclamée à l'Hôtel de ville. Le général Trochu devient président du gouvernement de la Défense nationale. Le 31 octobre 1870, une manifestation populaire a lieu contre Trochu et son gouvernement. Il réussit à se maintenir et proclame : « Le gouverneur de Paris ne capitulera pas ». Le gouvernement déclare vouloir consacrer toute l’énergie du pays à sa défense. Dans une proclamation à l’armée, il justifie la destitution de l’ancien pouvoir et affirme : « Nous ne sommes pas au pouvoir, mais au combat », en ajoutant deux jours plus tard : « Ne pensez qu’à la guerre et aux mesures qu’elle doit engendrer ». Cependant, l'historien Henri Guillemin avance qu'à Paris, où le général Trochu est gouverneur militaire, le gouvernement, préoccupé par le risque de révolte populaire, fait peu d'efforts pour défendre efficacement la capitale et cherche à traiter avec les Prussiens pour maintenir l'ordre social. Le 6 septembre 1870, le général de la Motterouge, affecté au commandement supérieur des gardes nationales de la Seine, est promu gouverneur militaire de la 15e région, à Nantes ; il est remplacé par le général d'artillerie Tamisier, qui avait été cassé de son grade sous le Second Empire.

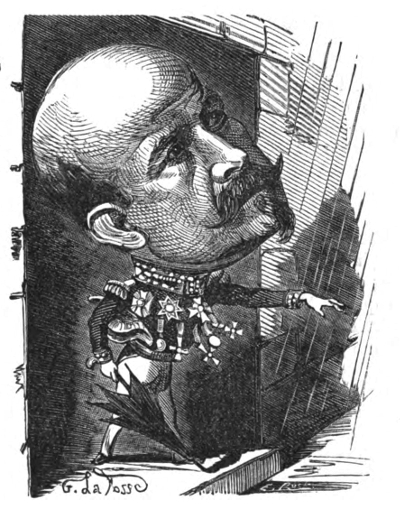
Portrait satirique du général Trochu.

Le gouvernement ayant choisi de rester dans Paris encerclé par les troupes prussiennes et leurs alliés, une délégation est envoyée à Tours pour coordonner l'action en province sous les ordres d'Adolphe Crémieux, ministre de la Justice, accompagné par Alexandre Glais-Bizoin et l'amiral Fourichon. Elle est rejointe le 9 octobre par Léon Gambetta, investi des ministères de la guerre et de l'intérieur, pour former de nouvelles armées : l'armée du Nord, l'armée de la Loire puis l'armée de l'Est. Le 27 octobre, le général Trochu, qui avait qualifié de « rumeur » la reddition sans combat de l'armée de Bazaine à Metz, doit reconnaître les faits sous la pression de la foule. L'exaspération envers l'inertie des gardes nationales après la chute du Bourget et l'envoi d'Adolphe Thiers à Versailles pour négocier avec Bismarck se soldent par le soulèvement du 31 octobre 1870, où Trochu ne parvient à sauver son gouvernement qu'en rassemblant les dernières brigades encore loyales, notamment avec l'aide de Jules Ferry. Le gouvernement parvient à s'assurer de son soutien à Paris par un plébiscite, le 3 novembre 1870, et organise deux jours plus tard des élections municipales à Paris.

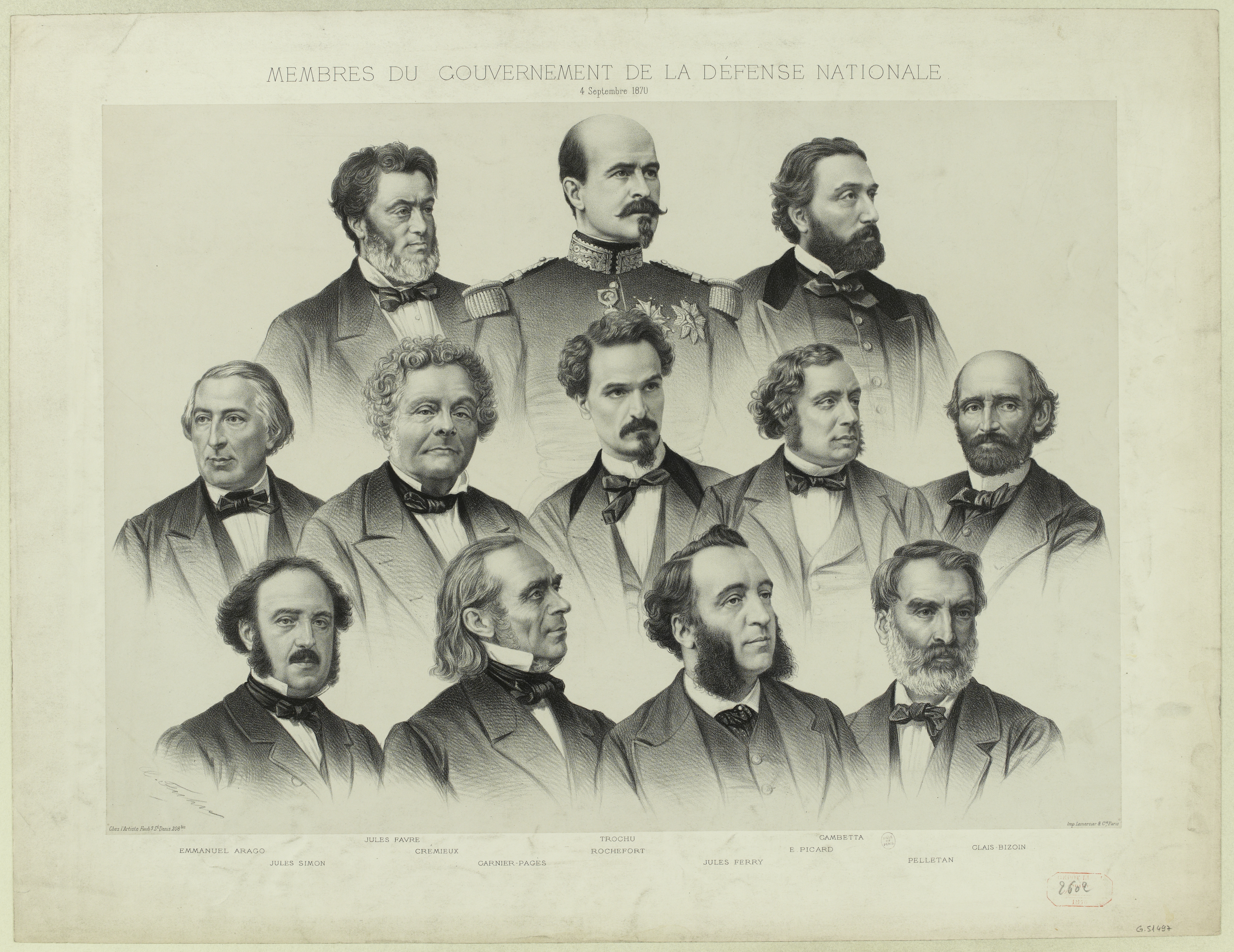
Composition du gouvernement de la Défense nationale.

À la suite de ces événements, Tamisier donne sa démission le 9 novembre et reprend le poste de chef d'escadron d’artillerie au 5e secteur de Paris. En province, où la victoire du général de Paladines à la tête de l'armée de la Loire avait ressuscité l'espoir, les mauvaises nouvelles s'accumulent, tandis que l’étau se resserre autour de Paris. La « Grande sortie » visant à briser l'encerclement allemand a lieu dans la nuit du 28 novembre. Dans la bataille de Champigny qui s'ensuit, les Français perdent trois fois plus d'hommes que l'ennemi (notamment faute d'un équipement adéquat contre le froid), mais l'impact psychologique sur les assiégés est plus grand encore car le siège n'a pas été levé. Une deuxième tentative, impliquant des troupes de la Garde Nationale, échoue le 19 janvier 1871 durant la deuxième bataille de Buzenval.
La destitution de Trochu, jugé responsable de cet échec, est demandée. Il démissionne de lui-même le 22 janvier après une fracassante déclaration dans laquelle il préconise en réalité la capitulation. Il est remplacé par Adolphe Thiers en tant que chef du pouvoir exécutif. Devant l'avance des armées allemandes, la délégation se replie sur Bordeaux.

## Fin de vie

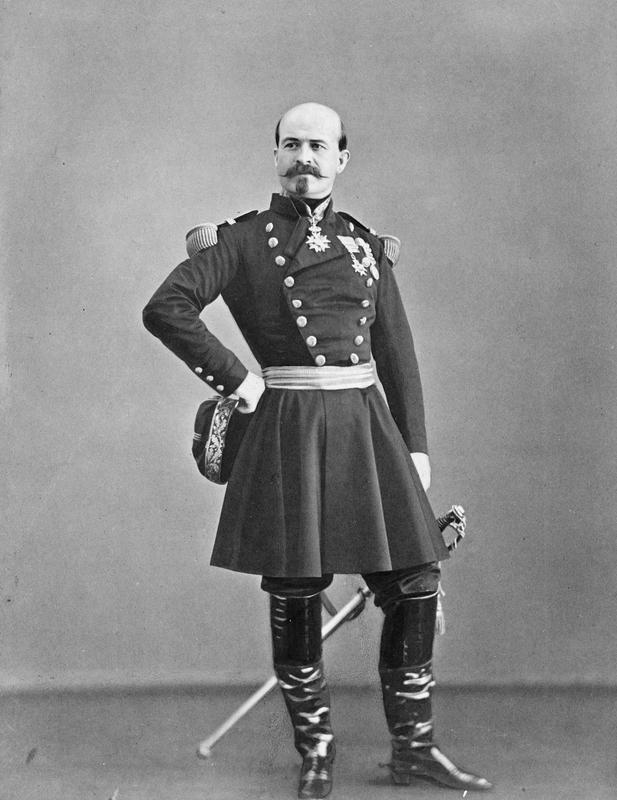
Photographie du général Trochu.

Le 20 février 1871, Trochu est mis en disponibilité à sa demande. Adolphe Thiers envoie Jules Favre lui annoncer qu'il va être fait maréchal de France, mais Trochu n'accepte pas. Il refuse la grand-croix de la Légion d'honneur et de poser sa candidature à l'Académie française. Il est élu député en février, mais, dès 1872, il quitte la scène politique.
Victor Hugo, qui s'était hasardé le 31 octobre 1870 avec Auguste Blanqui et Charles Delescluze dans un comité de Salut public dispersé par le général Trochu, marqua plus tard celui-ci d'une qualification cinglante : « Trochu, participe passé du verbe Trop Choir ». Dans L'Année terrible, sous janvier 1871, poème XII, le poète écrit :

« Mais, encore une fois, qui donc à ce pauvre homme
A livré ce Paris qui contient Sparte et Rome ? /
 Où donc a-t-on été chercher ce guide-là ?
Qui donc à nos destins terribles le mêla ? (…)
(…) on prend pour meneur et pour auxiliaire
On ne sait quel pauvre être obscurément conduit
Lent et fidèle, ayant derrière lui la nuit
Dont le suprême instinct serait d'être immobile (…)
Sans tactique, sans but, sans colère, sans art
(…) humble petit marcheur, morne et poussif,
Rêveur comme la taupe, utile comme l'âne. »

Toutefois, lorsque le 17 janvier 1871, Louis Blanc demande une fois encore à Victor Hugo d’intervenir pour exercer une pression sur le général, il répond : « Je vois plus de danger à renverser le gouvernement qu’à le maintenir ».
Pour sa défense, le général déclara le 12 juin 1871 devant l'Assemblée réunie à Versailles, comme cela est rapporté par le Journal des débats du 14 juin, que la résistance de Paris était une « héroïque folie ». Il affirma que Paris assiégé sans le secours d'une armée extérieure ne pouvait que céder devant l'ennemi et que les vrais responsables du désastre furent les membres du gouvernement qui firent croire au peuple le contraire de ce que, lui, général Trochu, avait répété. Aussi les accusations d’incompétence du commandement ou a fortiori celles de trahison n’étaient que « pures inepties ». Le 14 juin, il terminait son discours ainsi :

« Messieurs, il n'y a qu'une date qui mérite de rester dans l'exécration publique, c'est la date de la déclaration de la guerre faite dans l'orgueil, sans préparations et sans alliances. »

## Distinctions
- Grand officier de la Légion d'honneur (12 aout 1861)[10]
- Médaille commémorative de la campagne d'Italie (1859)
- Ordre du Bain (Royaume-Uni)
- Médaille de Crimée (Royaume-Uni)